# Åsa Arping
Åsa Arping, född 1968, är en svensk litteraturvetare. Hon disputerade 2002 vid Göteborgs universitet på avhandlingen Den anspråksfulla blygsamheten: Auktoritet och genus i 1830-talets svenska romandebatt. Sedan 2016 är hon professor i litteraturvetenskap vid Göteborgs universitet. Hon är bosatt i Västra Bodarne i Hemsjö socken utanför Alingsås och gift med författaren och översättaren Erik Andersson.

## Priser och utmärkelser
- 2025 – Övralidspriset "För en forskningsinsats som förnyat vår förståelse av kön, klass och författarnamnets genomslag i den svenska 18- och 1900-talslitteraturen"